# Umaglesi Liga 2014-15
La Umaglesi Liga 2014-15 ( უმაღლესი ლიგა en Georgiano). es la 26.ª temporada de la Umaglesi Liga. La temporada comenzó el 9 de agosto de 2014 y terminará el 22 de mayo de 2015. Dila Gori conquistó su primer título de liga.

## Sistema de competición
Los dieciséis equipos participantes jugaron entre sí todos contra todos dos veces totalizando 30 partidos cada uno. Al final de la temporada el primer clasificado obtuvo un cupo para la primera ronda de la Liga de Campeones 2015-16. El segundo y tercer clasificado obtuvieron un cupo a la primera ronda de la  Liga Europa 2015-16.
El último y penúltimo clasificado descendieron a la Pirveli Liga 2015-16, mientras que el decimocatorce primer clasificado jugará el Play-off de relegación contra el tercer clasificado de la Pirveli Liga 2014-15 que determinó el equipo que jugará en la Umaglesi Liga la próxima temporada.
Un tercer cupo para la Liga Europa 2015-16 fue asignado al campeón de la Copa de Georgia.

## Ascensos y descensos
| Pos.    | de Umaglesi Liga 2013/14 |
| ------- | ------------------------ |
| No hubo |                          |

| Pos.     | de Pirveli Liga 2013/14 |
| -------- | ----------------------- |
| 1° Gr. A | Shukura Kobuleti        |
| 1° Gr. B | Samtredia               |
| 2° Gr. A | FC kolkheti             |
| 2° Gr. B | Dinamo Batumi           |

## Clubes
| Club                | Ciudad     | Estadio                   | Capacidad |
| ------------------- | ---------- | ------------------------- | --------- |
| Baia Zugdidi        | Zugdidi    | Estadio Anaklia           | 1.000     |
| Chikhura Sachkhere  | Sachkhere  | Estadio Central           | 14.700    |
| Dinamo Batumi       | Batumi     | Adeli Stadium             | 1.000     |
| Dila Gori           | Gori       | Estadio Tengiz Burjanadze | 6.000     |
| Dinamo Tbilisi      | Tiflis     | Estadio Boris Paichadze   | 55.000    |
| Guria Lanchkhuti    | Lanchkhuti | Estadio Fazisi            | 3.000     |
| Kolkheti-1913       | Poti       | Fazisi Stadium            | 6.000     |
| Merani Martvili     | Martvili   | Estadio Municipal         | 2.000     |
| Metalurgi Rustavi   | Rustavi    | Estadio Poladi            | 6.000     |
| Samtredia           | Samtredia  | Erosi Manjgaladze Stadium | 2.000     |
| Shukura Kobuleti    | Kobuleti   | Chele Arena               | 6.000     |
| Sioni Bolnisi       | Bolnisi    | Estadio Tamaz Stephania   | 3.000     |
| Spartaki Tskhinvali | Tskhinvali | Estadio Mikheil Meskhi    | 25.000    |
| Torpedo Kutaisi     | Kutaisi    | Estadio Givi Kiladze      | 19.400    |
| WIT Georgia         | Mtskheta   | Mtskheta Park             | 2.000     |
| Zestafoni           | Zestafoni  | Estadio David Abashidze   | 5.000     |

## Tabla de posiciones
| Pos. | Equipo              | Pts. | PJ | G  | E  | P  | GF | GC | Dif. | Clasificación 2015–16                 |
| ---- | ------------------- | ---- | -- | -- | -- | -- | -- | -- | ---- | ------------------------------------- |
| 1    | Dila Gori (C)       | 64   | 30 | 19 | 7  | 4  | 50 | 23 | +27  | Primera ronda de la Liga de Campeones |
| 2    | Dinamo Batumi       | 58   | 30 | 18 | 4  | 8  | 40 | 24 | +16  | Primera ronda de la Liga Europa       |
| 3    | Dinamo Tbilisi      | 58   | 30 | 17 | 7  | 6  | 56 | 28 | +28  | Primera ronda de la Liga Europa       |
| 4    | Spartaki Tskhinvali | 53   | 30 | 16 | 5  | 9  | 47 | 37 | +10  | Primera ronda de la Liga Europa       |
| 5    | Chikhura Sachkhere  | 46   | 30 | 13 | 7  | 10 | 39 | 36 | +3   |                                       |
| 6    | Samtredia           | 45   | 30 | 13 | 6  | 11 | 40 | 31 | +9   |                                       |
| 7    | Shukura Kobuleti    | 41   | 30 | 11 | 8  | 11 | 36 | 38 | −2   |                                       |
| 8    | Torpedo Kutaisi     | 41   | 30 | 10 | 11 | 9  | 39 | 33 | +6   |                                       |
| 9    | Guria Lanchkhuti    | 39   | 30 | 10 | 9  | 11 | 38 | 43 | −5   |                                       |
| 10   | Kolkheti Poti       | 37   | 30 | 9  | 10 | 11 | 31 | 31 | 0    |                                       |
| 11   | Merani Martvili     | 36   | 30 | 9  | 9  | 12 | 29 | 33 | −4   |                                       |
| 12   | Zugdidi             | 33   | 30 | 8  | 9  | 13 | 24 | 45 | −21  |                                       |
| 13   | Sioni Bolnisi       | 32   | 30 | 9  | 5  | 16 | 32 | 46 | −14  |                                       |
| 14   | Metalurgi Rustavi   | 26   | 30 | 6  | 8  | 16 | 25 | 46 | −21  | Promoción por la permanencia          |
| 15   | WIT Georgia         | 26   | 30 | 7  | 5  | 18 | 29 | 40 | −11  | Desciende a Pirveli Liga 2015-16      |
| 16   | Zestafoni           | 26   | 30 | 6  | 8  | 16 | 40 | 61 | −21  | Expulsado                             |

Actualizado a los partidos jugados el 22 de mayo de 2015.
 Fuente: Soccerway
Notas:
1. ↑  Tras ganar la Copa de Georgia, el Dinamo Tbilisi obtiene una plaza para participar en la Liga Europa 2015-16 pero, al encontrarse este equipo clasificado a través de su posición de Liga para disputar la misma, la plaza obtenida a través de la Copa recae sobre el cuarto clasificado.
2. ↑  Zestafoni se retiró de la liga el 20 de abril de 2015[2]

### Resultados cruzados
| Local \ Visitante   | CHI | DBA | DIL | DIN | GUR | KOL | MER | MET | SAM | SHU | SIO | SPA | TKU | WIT | ZES | ZUG |
| ------------------- | --- | --- | --- | --- | --- | --- | --- | --- | --- | --- | --- | --- | --- | --- | --- | --- |
| Chikhura Sachkhere  | —   | 0–1 | 2–1 | 1–0 | 2–1 | 5–1 | 2–0 | 2–1 | 2–1 | 0–2 | 2–0 | 1–3 | 2–2 | 2–0 | 2–1 | 1–0 |
| Dinamo Batumi       | 0–0 | —   | 1–0 | 0–0 | 2–1 | 1–0 | 3–1 | 2–0 | 1–0 | 0–0 | 2–1 | 0–1 | 2–3 | 2–1 | 3–0 | 2–0 |
| Dila Gori           | 2–1 | 0–1 | —   | 0–0 | 2–0 | 1–0 | 1–0 | 3–2 | 1–0 | 5–2 | 1–0 | 2–0 | 2–1 | 3–0 | 2–2 | 4–0 |
| Dinamo Tbilisi      | 3–0 | 0–1 | 2–2 | —   | 1–2 | 2–1 | 0–0 | 2–0 | 2–0 | 6–0 | 1–0 | 6–1 | 3–2 | 3–0 | 3–2 | 7–0 |
| Guria Lanchkhuti    | 2–2 | 1–0 | 0–0 | 2–2 | —   | 3–2 | 1–0 | 1–0 | 3–1 | 0–0 | 0–0 | 1–1 | 1–3 | 4–1 | 1–0 | 5–0 |
| Kolkheti Poti       | 1–0 | 0–2 | 0–1 | 0–0 | 0–1 | —   | 3–0 | 3–0 | 0–0 | 2–2 | 1–0 | 1–1 | 0–3 | 2–1 | 4–0 | 1–1 |
| Merani Martvili     | 2–0 | 1–2 | 1–1 | 1–1 | 1–0 | 0–0 | —   | 3–0 | 0–0 | 1–0 | 2–0 | 0–2 | 3–1 | 0–2 | 3–0 | 0–0 |
| Metalurgi Rustavi   | 0–0 | 2–1 | 0–2 | 3–0 | 0–0 | 1–0 | 1–2 | —   | 1–1 | 1–3 | 1–2 | 1–1 | 1–1 | 0–0 | 2–2 | 0–1 |
| Samtredia           | 3–1 | 2–0 | 0–1 | 0–1 | 3–1 | 1–1 | 4–2 | 2–1 | —   | 4–1 | 3–1 | 3–1 | 0–1 | 1–0 | 3–0 | 0–1 |
| Shukura Kobuleti    | 1–1 | 1–3 | 3–0 | 0–1 | 2–0 | 1–1 | 1–3 | 0–1 | 0–1 | —   | 1–1 | 0–0 | 2–1 | 2–0 | 3–1 | 2–1 |
| Sioni Bolnisi       | 1–0 | 1–0 | 1–4 | 2–1 | 3–2 | 1–2 | 1–0 | 3–1 | 2–2 | 1–3 | —   | 3–4 | 1–0 | 0–0 | 1–3 | 0–0 |
| Spartaki Tskhinvali | 2–1 | 0–1 | 0–1 | 4–1 | 3–0 | 1–2 | 1–0 | 7–2 | 2–1 | 1–0 | 2–1 | —   | 0–0 | 1–0 | 3–0 | 2–1 |
| Torpedo Kutaisi     | 1–2 | 2–2 | 0–0 | 1–2 | 2–2 | 0–0 | 1–1 | 0–1 | 3–1 | 0–2 | 1–0 | 2–0 | —   | 1–0 | 3–3 | 0–0 |
| WIT Georgia         | 1–2 | 2–0 | 2–2 | 0–1 | 2–2 | 1–0 | 2–2 | 0–2 | 0–1 | 0–1 | 2–0 | 0–1 | 0–1 | —   | 2–3 | 2–0 |
| Zestafoni           | 2–2 | 2–4 | 0–3 | 2–3 | 6–0 | 1–1 | 0–0 | 2–0 | 0–1 | 1–1 | 4–2 | 3–0 | 0–3 | 0–3 | —   | 0–3 |
| Zugdidi             | 1–1 | 2–1 | 0–3 | 1–2 | 2–1 | 0–2 | 3–0 | 0–0 | 1–1 | 1–0 | 1–3 | 3–2 | 0–0 | 1–3 | 0–0 | —   |

## Play-Off de Relegación
Fue disputado en partidos de ida y vuelta entre el 14.º clasificado de la Tabla Acumulada y los segundos de cada grupo de la Pirveli Liga 2014/15.
|}

## Goleadores
- Fuente: Soccerway

| Equipo 1          | Resultado | Equipo 2           |
| ----------------- | --------- | ------------------ |
| Metalurgi Rustavi | 0–5       | Lokomotivi Tbilisi |

| Pos. | Jugador             | Club                | Goles |
| ---- | ------------------- | ------------------- | ----- |
| 1    | Irakli Modebadze    | Dila Gori           | 16    |
| 2    | Giorgi Papunashvili | Dinamo Tbilisi      | 14    |
| 3    | Nika Katcharava     | Spartaki Tskhinvali | 12    |
| 4    | Data Sitchinava     | Kolkheti-1913       | 11    |
| 5    | Jaba Dvali          | Zestafoni           | 10    |